# Kokstad
Kokstad est une ville d'Afrique du Sud située dans le KwaZulu-Natal. Elle porte le nom du chef griqua Adam Kok III, qui avait fondé en ce lieu le East Griqualand sur les pentes des montagnes de Drakensberg à 1 302 m d'altitude.

Carte de localisation de Kokstad au KwaZulu-Natal.

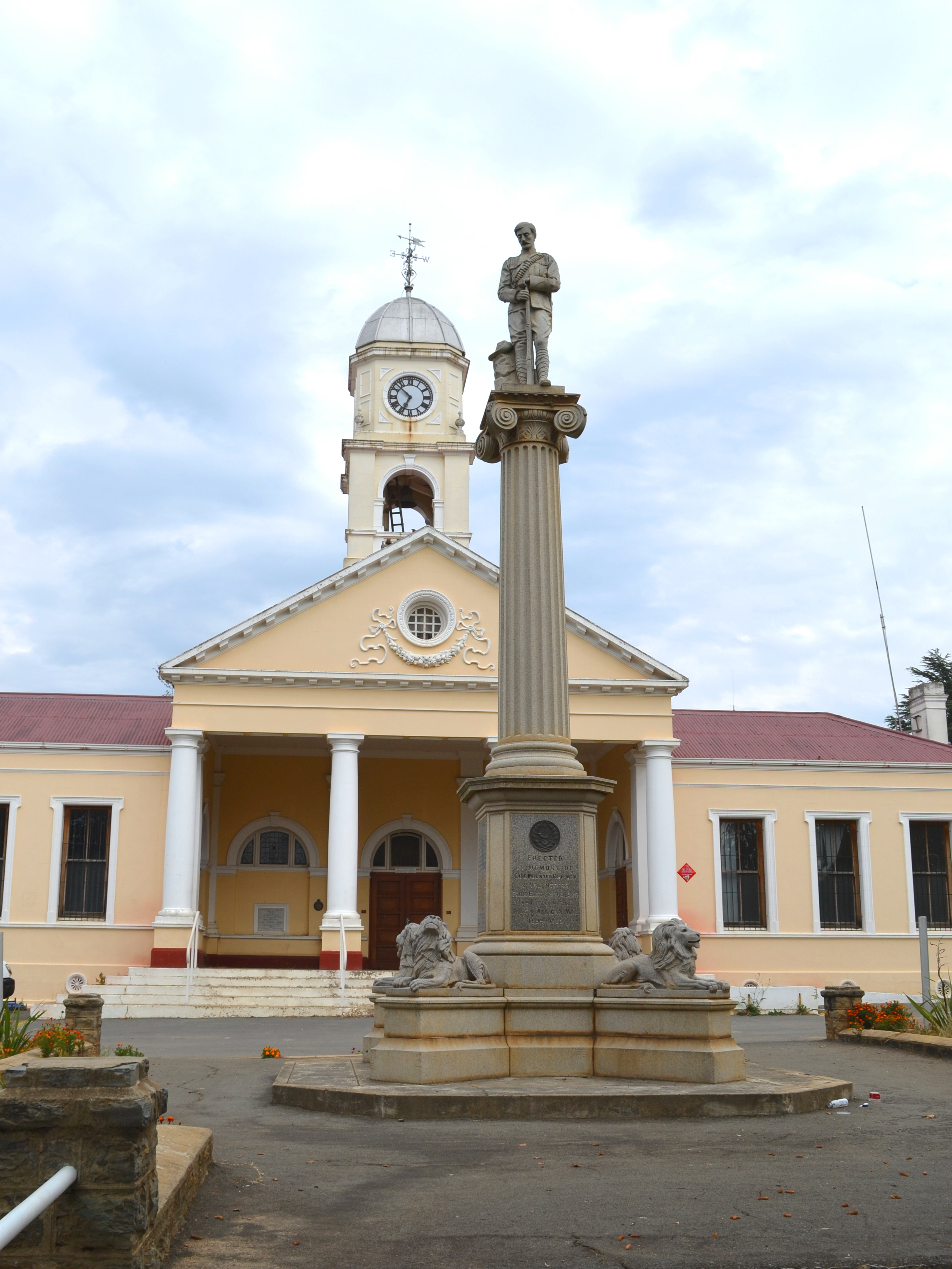
Hôtel de ville de Kokstad et mémorial aux volontaires tirailleurs de la police montée du Griqualand-Est durant la seconde guerre des Boers.

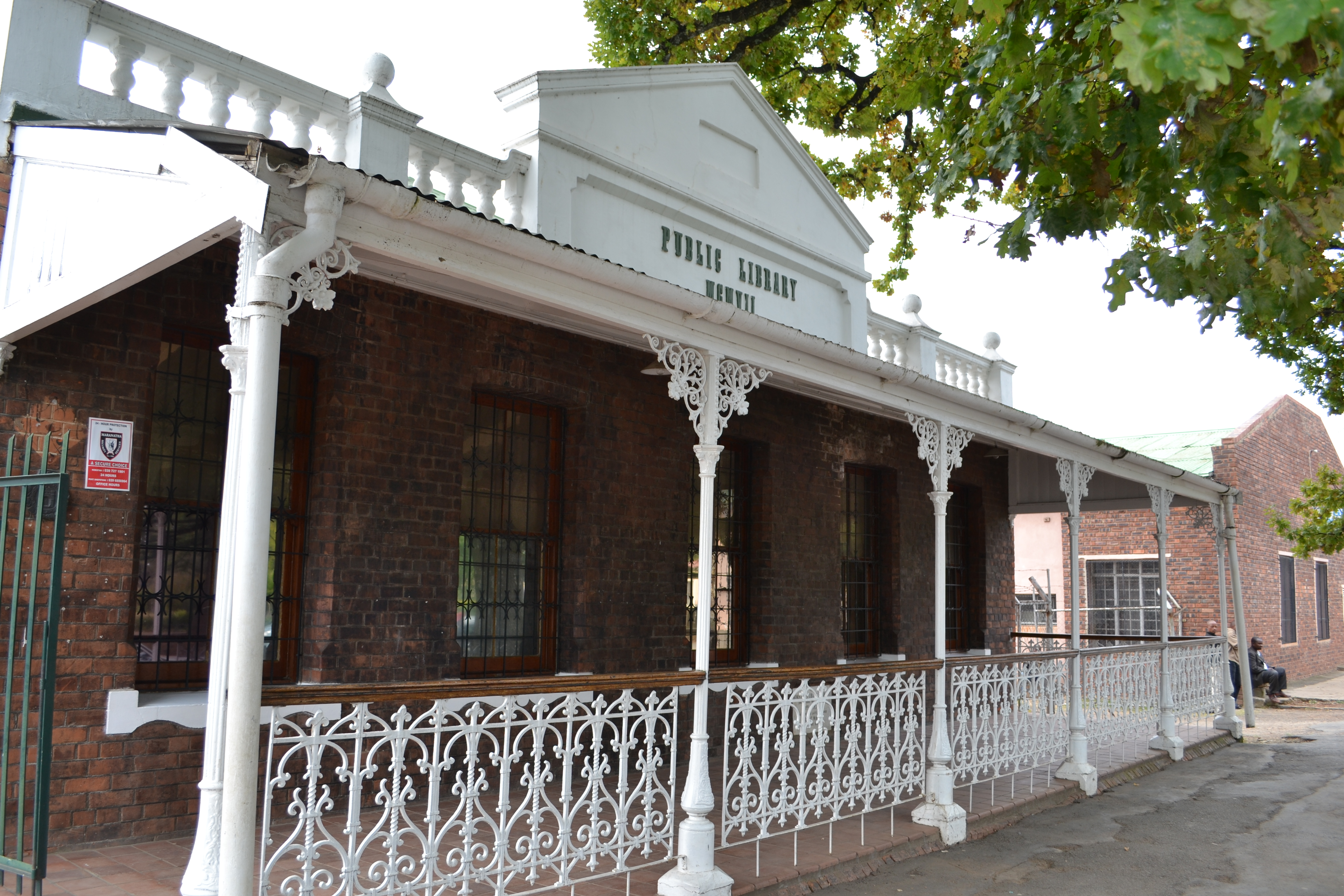
Le musée de Kokstad.

Passée sous la tutelle britannique de la colonie du Cap, Kokstad se développa rapidement et devint une municipalité dès 1892.
La ville compte aujourd'hui 50 000 habitants.

## Historique
En 1863, environ 2 000 personnes originaires du Griqualand quittèrent leurs foyers pour émigrer vers la région dite du no man's land, sous la conduite d'Adam Kok III, ancien Kapteyn de Philippolis. Cette région prit rapidement le nom de Griqualand est. Ce territoire de 19 000 km² faisait partie des territoires du souverain africain Fazu, mais celui-ci avait fait évacué la région pour créer une zone neutre et vide entre ses territoires et ceux du Natal britannique.
La ville de Kokstad, fondée en 1872, devint le siège du gouvernement gricqua et du parlement.
La zone connut rapidement la pression démographique d'autres populations, en particulier celle de colons britanniques qui rachetèrent une forte proportion des terres Griqua, et de populations africaines.
Après la mort accidentelle d'Adam Kok III en 1875, les Britanniques prirent le contrôle de la région qui est alors rattachée à la colonie du Cap en 1880.
En 1897, des troubles éclatèrent au sein de la population Griqua, semble-t-il sur la base de revendications agraires. Le chef de file du mouvement, Andrew Andries Stockenstrom Le Fleur fut arrêté et condamné par un tribunal britannique à 14 ans de bagne. Après sa libération le 3 avril 1903, celui-ci établit la Griqua National Conference of South Africa. En 1927, il mena une émigration partielle de Griqua du Griqualand-est vers de nouvelles terres.
La région fait aujourd'hui partie de la province sud-africaine du KwaZulu-Natal.
Les Griquas du Griqualand-est ont aujourd'hui largement disparu, par émigration ou ont été assimilés par la population locale.

## Liens
- Ressource relative à la musique :   - MusicBrainz
- Notices d'autorité :   - VIAF
  - LCCN
  - Israël
  - WorldCat